# Kerkhof van Zudausques
Het Kerkhof van Zudausques is een begraafplaats in de Franse gemeente Zudausques in het departement Pas-de-Calais. Het kerkhof ligt in het dorpscentrum rond de Église Saint-Omer. Naast het kerkhof staat ook het gemeentelijk oorlogsmonument (Monument aux Morts).

## Britse oorlogsgraven
Op het kerkhof liggen drie Britse oorlogsgraven. Een uit de Eerste Wereldoorlog: - William Alexander Waugh, compagnie kwartiermeester-sergeant bij de Royal Irish Rifles en twee uit de Tweede Wereldoorlog: - Terence John Frederick Davey en James Henry Gillham, vliegtuigbemanning bij de Royal Air Force. Hun graven worden onderhouden door de Commonwealth War Graves Commission en zijn daar geregistreerd onder Zudausques Churchyard.